# توني بولستر
توني بولستر (بالألمانية: Toni Polster)‏ مواليد 10 مارس 1964 في فيينا، هو لاعب كرة قدم نمساوي سابق كان يلعب كمهاجم. سبق له أن لعب في كأس العالم لكرة القدم مع منتخب بلاده. لعب خلال مسيرته 546 مباراة سجل خلالها 307 أهداف.

## مرحلة الشباب

### أندية لعب لها
- أوستريا فيينا

## المسيرة الاحترافية

### أندية لعب لها
- أوستريا فيينا
- نادي تورينو
- نادي إشبيلية
- لوغرونيس
- رايو فايكانو
- نادي كولن
- بوروسيا مونشنغلادباخ
- نادي رد بول زالتسبورغ

## وصلات خارجية
- الموقع الرسمي

## روابط خارجية
- توني بولستر على موقع IMDb (الإنجليزية)
- توني بولستر على موقع ميوزك برينز (الإنجليزية)
- توني بولستر على موقع ديسكوغز (الإنجليزية)
- توني بولستر على موقع قاعدة بيانات الفيلم (الإنجليزية)

- توني بولستر على موقع الاتحاد الدولي (مؤرشف)  (الإنجليزية)
- توني بولستر على موقع الاتحاد الأوربي (الإنجليزية)
- توني بولستر على موقع قاعدة بيانات كرة القدم.إي يو (الإنجليزية)
- توني بولستر على موقع بيانات كرة القدم. دي إي (الألمانية)
- توني بولستر على موقع ناشيونال فوتبول تيمز (الإنجليزية)
- توني بولستر على موقع عالم كرة القدم.نت (الإنجليزية)